# Фонтанавекија (Беневенто)
Фонтанавекија је насеље у Италији у округу Беневенто, региону Кампанија.
Према процени из 2011. у насељу је живело 129 становника. Насеље се налази на надморској висини од 220 м.